# Lethocerus insulanus
Espèce
Synonymes
- Belostoma insulanum Montandon, 1898[2]
- Lethocerus edentulus (Montandon, 1898)[3]

Lethocerus insulanus est une espèce de punaises d'eau géantes de la famille des Belostomatidae.

## Systématique
L'espèce Lethocerus insulanus a été initialement décrite en 1898 par l'entomologiste français Arnold Lucien Montandon (1852-1922) sous le protonyme de Belostoma insulanum,.

## Répartition, habitat
Lethocerus insulanus se rencontre en Australie (Territoire du Nord, Queensland et Nouvelle-Galles du Sud), en Nouvelle-Guinée, en Nouvelle-Calédonie et aux Philippines. Elle est présente dans les étangs, les lacs et les zones humides.

## Description
Lethocerus insulanus peut atteindre 7,5 cm de long. Son corps, large et s'effilant progressivement vers l'arrière, est de couleur brune. Ses pattes antérieures sont très robustes, saisissantes et sont munies d'une longue épine aux extrémités. Ses pattes postérieures sont aplaties avec une épaisse frange de poils. Sa tête présente de grands yeux et un rostre robuste en dessous.
Lethocerus insulanus se nourrit de grosses proies, y compris des têtards et des petits poissons.
Peut voler la nuit et est parfois attiré par les lumières vives. C'est le plus gros insecte suceur d'Australie.

## Lethocerus insulanuset l'Homme
Lethocerus insulanus est une espèce qui n'est pas agressive mais qui mord lorsqu'elle est manipulée. La douleur peut être intense en raison des enzymes digestives de cette espèce.

## Publication originale
- A. L. Montandon, « Hemiptera Cryptocerata - Notes et descriptions d'espèces nouvelles », Buletinul Societății de Șciințe din Bucureșci, România, Bucarest, Inconnu, vol. 7,‎ 1898, p. 430-432 (lire en ligne).